# Scotochrosta felixii
Scotochrosta felixii là một loài bướm đêm trong họ Noctuidae.